# In a World Like This
In a World Like This (на български: В свят като този) е осмият (седми за САЩ) студиен албум на американската поп-група Бекстрийт Бойс, издаден през юли 2013 година. Това е първият албум след завръщането на Кевин Ричардсън. Албумът е с общи продажби 109 077 в Япония, 180 100 в САЩ и заема 5-о място в класацията за албуми.

## Списък с песните

### Оригинален траклист
1. In a World like This – 3:40
2. Permanent Stain – 3:55
3. Breathe – 3:50
4. Madeleine – 4:05
5. Show 'Em (What You're Made Of) – 3:44
6. Make Believe – 4:46
7. Try – 3:22
8. Trust Me – 3:47
9. Love Somebody – 3:25
10. One Phone Call – 3:51
11. Feels Like Home – 3:26
12. Soldier – 3:52

### iTunes Store издание
1. Hot, Hot, Hot – 3:26

### Японско издание
1. Light On – 4:06

### Хонконгско, тайванско, китайско, мексиканско и Target специално издание
1. In Your Arms – 3:45
2. Take Care – 3:26

### Делукс World Tour издание
1. In a World Like This (на живо от Япония)
2. Show 'Em (What You're Made Of) (на живо от Япония)
3. Show Me the Meaning of Being Lonely (на живо от Япония)
4. Love Somebody (на живо от Япония)
5. The One (на живо от Япония)
6. Breathe (на живо от Япония)

### iTunes делукс World Tour издание
1. Hot, Hot, Hot
2. In a World Like This (на живо от Япония)
3. Show 'Em (What You're Made Of) (на живо от Япония)
4. Show Me the Meaning of Being Lonely (на живо от Япония)
5. Love Somebody (на живо от Япония)
6. The One (на живо от Япония)
7. Breathe (на живо от Япония)
8. Permanent Stain (на живо от Китай)
9. Madeleine (на живо от Китай)